# PGC 1383818
LEDA/PGC 1383818 ist eine Galaxie im Sternbild Widder auf der Ekliptik. Sie ist schätzungsweise 855 Millionen Lichtjahre von der Milchstraße entfernt und hat einen Durchmesser von etwa 125.000 Lichtjahren. Vom Sonnensystem aus entfernt sich das Objekt mit einer errechneten Radialgeschwindigkeit von näherungsweise 19.100 Kilometern pro Sekunde.
Im selben Himmelsareal befinden sich unter anderem die Galaxien NGC 1024, NGC 1029, PGC 90628, PGC 1383494.